# Corey Anderson
Corey Anderson (Rockford, 22 de setembro de 1989) é um lutador estadunidense de artes marciais mistas que compete no peso-meio-pesado. Ele foi o vencedor do reality show The Ultimate Fighter: Team Edgar vs. Team Penn.

## Carreira no MMA

### Começo da carreira
Anderson começou a lutar artes marciais mistas em 2012, após se formar em administração e tentar entrar para a equipe das Olimpíadas. Ele fez duas lutas em pequenos circuitos antes de entrar para o TUF 19.

### The Ultimate Fighter
Foi anunciado que Anderson participaria do The Ultimate Fighter: Team Edgar vs. Team Penn, na luta preliminar ele enfrentou Kelly Anundson e venceu por decisão unânime. Ele foi a primeira escolha dos meio pesados da Equipe de Frankie Edgar.
Nas quartas de final, Anderson derrotou Josh Clark por decisão majoritária após dois rounds. Na semifinal ele enfrentou seu companheiro de equipe Patrick Walsh e venceu por decisão unânime.

### Ultimate Fighting Championship
Na final do TUF em 6 de Julho de 2014 no The Ultimate Fighter 19 Finale, Corey enfrentou Matt Van Buren e o derrotou por nocaute no primeiro round com apenas um minuto de luta. Assim, se tornando o vencedor do TUF 19 no Peso Meio Pesado.
Sua segunda aparição no UFC seria contra Gian Villante em 6 de Dezembro de 2014 no UFC 181. Porém, uma lesão tirou Villante da luta e Corey foi então colocado para enfrentar Jonathan Wilson, porém Wilson também se lesionou e foi substituído por Justin Jones. Ele venceu a luta por decisão unânime, dominando a luta em todas as áreas.
Sua luta contra Gian Villante foi remarcada para 18 de Abril de 2015 no UFC on Fox: Machida vs. Rockhold. Anderson foi derrotado por nocaute técnico no terceiro round, essa foi sua primeira derrota profissional no MMA.
Anderson enfrentou Jan Blachowicz em 5 de Setembro de 2015 no UFC 191. Ele venceu a luta por decisão unânime.
Corey enfrentou o brasileiro Fábio Maldonado em 7 de Novembro de 2015 no UFC Fight Night: Belfort vs. Henderson III, substituindo Tom Lawlor. Ele venceu a luta por decisão unânime.
Corey enfrentou o brasileiro Maurício Rua em 14 de Maio de 2016 no UFC 198. Ele perdeu por decisão dividida.
Corey enfrentou Sean O'Connell em 9 de Dezembro de 2016 no UFC Fight Night: Lewis vs. Abdurakhimov. Ele venceu por nocaute técnico no segundo round.
Corey enfrentou Jimi Manuwa em 18 de Março de 2017 na luta principal do evento UFC Fight Night: Manuwa vs. Anderson. Ele foi nocauteado no primeiro round.

## Títulos e realizações

### Artes marciais mistas
- Ultimate Fighting Championship
  - Vencedor do The Ultimate Fighter 19
  - Luta da Noite (Uma vez)

## Cartel no MMA
| Cartel no MMA   |             |            |
| 21 lutas        | 16 vitórias | 5 derrotas |
| Por nocaute     | 8           | 4          |
| Por finalização | 0           | 0          |
| Por decisão     | 8           | 1          |

| Res.    | Cartel | Oponente                  | Método                                | Evento                                     | Data       | Round | Tempo | Local                     | Notas                                                         |
| ------- | ------ | ------------------------- | ------------------------------------- | ------------------------------------------ | ---------- | ----- | ----- | ------------------------- | ------------------------------------------------------------- |
| Vitória | 16-5   | Ryan Bader                | Nocaute Técnico (socos)               | Bellator 268: Nemkov vs. Anglickas         | 16/10/2021 | 1     | 0:51  | Phoenix, Arizona          | Semifinal do Grande Prix dos Meio Pesados do Bellator.        |
| Vitória | 15-5   | Dovletdzhan Yagshimuradov | Nocaute Técnico (cotoveladas e socos) | Bellator 257: Nemkov vs. Davis 2           | 16/04/2021 | 3     | 2:15  | Uncasville, Connecticut   | Quartas de Final do Grande Prix dos Meio Pesados do Bellator. |
| Vitória | 14-5   | Melvin Manhoef            | Nocaute Técnico (cotoveladas)         | Bellator 251: Manhoef vs. Anderson         | 05/11/2020 | 2     | 2:44  | Uncasville, Connecticut   | Estreia no Bellator.                                          |
| Derrota | 13-5   | Jan Blachowicz            | Nocaute (soco)                        | UFC Fight Night: Anderson vs. Błachowicz 2 | 15/02/2020 | 1     | 3:08  | Rio Rancho, Novo México   |                                                               |
| Vitória | 13-4   | Johnny Walker             | Nocaute Técnico (socos)               | UFC 244: Masvidal vs. Diaz                 | 02/11/2019 | 1     | 2:07  | Nova Iorque, Nova Iorque  | Performance da Noite.                                         |
| Vitória | 12-4   | Ilir Latifi               | Decisão (unânime)                     | UFC 232: Jones vs. Gustafsson II           | 29/12/2018 | 3     | 5:00  | Inglewood, California     |                                                               |
| Vitória | 11-4   | Glover Teixeira           | Decisão (unânime)                     | UFC Fight Night: Shogun vs. Smith          | 22/07/2018 | 3     | 5:00  | Hamburgo                  |                                                               |
| Vitória | 10-4   | Patrick Cummins           | Decisão (unânime)                     | UFC Fight Night: Barboza vs. Lee           | 21/04/2018 | 3     | 5:00  | Atlantic City, New Jersey |                                                               |
| Derrota | 9-4    | Ovince St. Preux          | Nocaute (chute na cabeça)             | UFC 217: Bisping vs. St.Pierre             | 04/11/2017 | 3     | 1:25  | Nova Iorque, Nova Iorque  |                                                               |
| Derrota | 9-3    | Jimi Manuwa               | Nocaute (soco)                        | UFC Fight Night: Manuwa vs. Anderson       | 18/03/2017 | 1     | 3:05  | Londres                   |                                                               |
| Vitória | 9-2    | Sean O'Connell            | Nocaute Técnico (socos)               | UFC Fight Night: Lewis vs. Abdurakhimov    | 09/12/2016 | 2     | 2:36  | Albany, New York          |                                                               |
| Derrota | 8-2    | Maurício Rua              | Decisão (dividida)                    | UFC 198: Werdum vs. Miocic                 | 14/05/2016 | 3     | 5:00  | Curitiba                  |                                                               |
| Vitória | 8-1    | Tom Lawlor                | Decisão (unânime)                     | UFC 196: McGregor vs. Diaz                 | 05/03/2016 | 3     | 5:00  | Las Vegas, Nevada         |                                                               |
| Vitória | 7-1    | Fábio Maldonado           | Decisão (unânime)                     | UFC Fight Night: Belfort vs. Henderson III | 07/11/2015 | 3     | 5:00  | São Paulo                 |                                                               |
| Vitória | 6-1    | Jan Blachowicz            | Decisão (unânime)                     | UFC 191: Johnson vs. Dodson II             | 05/09/2015 | 3     | 5:00  | Las Vegas, Nevada         |                                                               |
| Derrota | 5-1    | Gian Villante             | Nocaute Técnico (socos)               | UFC on Fox: Machida vs. Rockhold           | 18/04/2015 | 3     | 4:18  | Newark, New Jersey        | Luta da Noite.                                                |
| Vitória | 5-0    | Justin Jones              | Decisão (unânime)                     | UFC 181: Hendricks vs. Lawler II           | 06/12/2014 | 3     | 5:00  | Las Vegas, Nevada         |                                                               |
| Vitória | 4-0    | Matt Van Buren            | Nocaute Técnico (socos)               | The Ultimate Fighter 19 Finale             | 06/07/2014 | 1     | 1:01  | Las Vegas, Nevada         | Estreia no UFC; Final do TUF 19 nos Meio Pesados.             |
| Vitória | 3-0    | Stephen Flanagan          | Nocaute Técnico (socos)               | MMA Extreme - Fists Will Fly               | 24/08/2013 | 1     | 3:03  | Evansville, Indiana       |                                                               |
| Vitória | 2-0    | Myron Dennis              | Decisão (unânime)                     | XFC - Vengeance                            | 28/07/2013 | 5     | 5:00  | Grant, Oklahoma           |                                                               |
| Vitória | 1-0    | J.R. Briones              | Nocaute Técnico (socos)               | NAFC - Battleground                        | 29/03/2013 | 1     | 3:01  | Milwaukee, Wisconsin      |                                                               |